# Vartan Malakian
Vartan Malakian (Mosul, 14 febbraio 1947) è un coreografo e pittore iracheno naturalizzato statunitense, di origini armene.

## Biografia
All'età di diciotto anni, Malakian ha tenuto la sua prima esposizione all'ambasciata cecoslovacca e ad altri eventi sponsorizzati dal governo attirando attenzione sui suoi straordinari lavori.
Nel 1968 Vartan ha ottenuto il ruolo di coreografo per il governo iracheno e per l'Armenian Youth Organization. Per diversi anni, Vartan ha organizzato e creato con successo show come Broadway.
Nel 1975 Vartan Malakian è emigrato negli USA e si è stabilito a Hollywood, California. Vartan ha proseguito la sua carriera nella danza e nelle arti e nel 1981 ha iniziato ad insegnare danza al Glendale College, dove ha formato un'Assemblea di Danza Armena. Nel 1993 ha aperto la sua esposizione alla Art Gallery di Hollywood, chiamata Arka Gallery. Lì Vartan ha venduto oltre 100 pezzi delle sue creazioni artistiche a un vasto gruppo di persone, incluse alcune celebrità nell'industria dell'arte. Nel 2001 il «Los Angeles Times» ha definito la sua galleria come uno dei negozi più unici della città.
Il figlio Daron è il chitarrista dei System of a Down.
Nel 2005 ha creato gli artwork per gli album Mezmerize e Hypnotize della band (oltre a quella dell'omonimo album degli Scars on Broadway nel 2008) e per l'Ibanez DMM1(Daron Malakian Model) del figlio. Assiste frequentemente ai concerti dei System of a Down e solitamente il figlio gli dedica una canzone se è presente.